# Ronaël Pierre-Gabriel
Ronaël Pierre-Gabriel (* 13. Juni 1998 in Paris) ist ein französischer Fußballspieler. Der Verteidiger steht bei Dinamo Zagreb in der kroatischen 1. HNL unter Vertrag.

## Karriere

### Verein
Pierre-Gabriel, dessen familiäre Wurzeln auf der Insel Martinique liegen, wechselte 2014 in die Jugendakademie der AS Saint-Étienne und debütierte 2015 für die zweite Mannschaft des Klubs. Ab Ende November 2015 spielte er für die erste Mannschaft in der Ligue 1. Nach drei Spielzeiten als Rotationsspieler mit insgesamt 39 Pflichtspieleinsätzen wechselte er zu Beginn der Saison 2018/19 zur AS Monaco.
Nach einer Saison in Monaco mit nur vier Ligaeinsätzen wechselte er zur Saison 2019/20 zum Bundesligisten 1. FSV Mainz 05. Pierre-Gabriel unterschrieb einen Vertrag mit fünfjähriger Laufzeit.
Nach acht Bundesligaeinsätzen wurde er zur Saison 2020/21 für eine Saison mit Option auf eine weitere an den französischen Ligue-1-Club Stade Brest verliehen. Für die Folgesaison wurde er erneut in die Ligue 1 verliehen, diesmal an RC Strasbourg. Im Januar 2023 wurde der Leihvertrag mit Strasbourg aufgelöst und Pierre-Gabriel an Espanyol Barcelona aus der Primera División verliehen.
Anfang August 2023 wurde sein Engagement bei Mainz 05 vorzeitig beendet, und Pierre-Gabriel schloss sich mit einem bis 2026 laufenden Vertrag dem französischen Erstligisten FC Nantes an. Im Februar 2024 wechselte Pierre-Gabriel zu Dinamo Zagreb.

### Nationalmannschaft
Pierre-Gabriel spielte für verschiedene französische Jugendauswahlen (U18, U19 und U21).